# 華竜の宮
『華竜の宮』（かりゅうのみや）は、上田早夕里による日本のSF小説。

## 概要
海底隆起により多くの陸地が海に沈んだ未来を描いたSF作品。
- 『SFが読みたい!2011年版』のベストSF2010投票の国内篇1位。
- 2011年の第10回センス・オブ・ジェンダー賞大賞[1]、第32回日本SF大賞受賞作品[2]。

## ストーリー
ほとんどの陸地が水没し、多くの物が失われてしまった25世紀。人類は陸上民と海上民とに分かれ、大きく異なる文化のもとで各々の生活を送るようになっていた。それは、高度な情報社会に守られた陸地や海上都市での暮らしと、海で漁をしながら〈魚舟〉に居住して常に様々な危険に晒されている環境下でのそれとに、酷くかけ離れたものとなっていた